# Hugo Waser
Hugo Waser (født 9. august 1936 i Stansstad, Schweiz) er en schweizisk tidligere roer.
Waser vandt en bronzemedalje i firer med styrmand ved OL 1968 i Mexico City, sammen med Denis Oswald, Peter Bolliger, Jakob Grob og styrmand Gottlieb Fröhlich. Schweizerne blev nr. 3 i en finale, hvor New Zealand vandt guld, mens Østtyskland fik sølv. Han deltog også ved både OL 1960 i Rom og OL 1964 i Tokyo.
Bolliger vandt desuden både en VM- og en EM-bronzemedalje gennem karrieren.

## OL-medaljer
- 1968:  Bronze i firer med styrmand